# Weight of the False Self
Weight of the False Self è l'ottavo album in studio del gruppo musicale statunitense Hatebreed, pubblicato nel 2020.

## Tracce
1. Instinctive (Slaughterlust) – 2:52
2. Let Them All Rot – 2:45
3. Set It Right (Start with Yourself) – 2:45
4. Weight of the False Self – 2:43
5. Cling to Life – 3:07
6. A Stroke of Red – 3:16
7. Dig Your Way Out – 2:15
8. This I Earned – 3:05
9. Wings of the Vulture – 2:41
10. The Herd Will Scatter – 3:06
11. From Gold to Gray – 2:53
12. Invoking Dominance – 3:18